# Storia della Reggina
Questa pagina tratta la storia della Reggina 1914 dal 1914 al terzo millennio.

## Le origini

Pasquale Rattotti

La prima società nacque l'11 gennaio 1914 con il nome di Unione Sportiva Reggio Calabria, fondata da un gruppo di sessantuno impiegati pubblici che sottoscrissero un atto collettivo, con il quale si impegnavano al versamento annuo di una quota di quindici lire a testa. In quegli anni l'attività calcistica reggina era fortemente radicata, sebbene solo a livello regionale; tra le varie squadre vi erano l'Ausonia, l'Audace, la Giovani Calciatori, la Garibaldi, la Girardengo. Nessuna di queste squadre disponeva di un vero e proprio campo sportivo, ed esse (inclusa la Reggina) erano solite disputare i propri incontri presso i cosiddetti Campi francesi: dei terreni di gioco in terra battuta, ubicati presso l'attuale zona degli Ospedali Riuniti e del rione Modena. Fu solamente nel 1922 che nacque il primo vero stadio: il Lanterna rossa, situato nei pressi della darsena del porto e inaugurato nel 1924.
Nel frattempo, nel 1922 la FIGC aveva ratificato l'esistenza dell'Unione Sportiva Reggio Calabria, che poco dopo assunse la denominazione di Reggio Foot Ball Club. Il 14 aprile del 1924 (torneo calabro-siculo di Seconda Divisione), il Reggio Foot Ball Club inaugurò il Lanterna rossa sfidando la Peloro Messina, battuto per 3-2. Nell'ottobre dello stesso anno arrivò per la Reggina il titolo regionale. La casacca, originariamente a righe bianconere, divenne completamente nera: da Firenze era infatti arrivata una cassetta di quindici divise di quel colore. Anche se, ad onor del vero, i primi riferimenti sicuri e certificativi sull'utilizzo della maglia a strisce bianconere, risalgono agli anni venti e permane un vuoto storico sul colore della maglia della Reggina dalla fondazione ai predetti anni venti.

## Gli anni venti e trenta

Ottavio Misefari

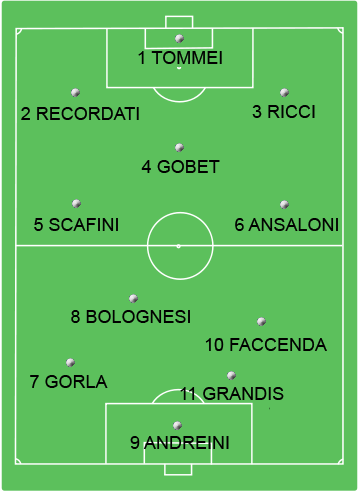
La Reggina all'esordio allo Stadio Michele Bianchi il 4 dicembre 1932

Nel febbraio del 1925 alcuni tra i più famosi giocatori reggini cambiavano per la prima volta nella storia sponda dello Stretto, passando alla Juventus di Messina: erano Pasquale Rattotti e Ottavio Misefari, cresciuti nella Giovani Calciatori (poi denominata Juventus RC dopo la fusione con la Nuova Italia).
Misefari e Rattotti sono stati definiti i più grandi giocatori reggini degli anni venti assieme a Pannuti e Suraci. I primi due tornarono successivamente a Reggio, invece Pannuti e Suraci avevano già giocato in precedenza a Messina.
Le ragioni di questi storici trasferimenti erano in particolar modo di tipo economico: ad esempio Misefari, detto Garibaldi, si trasferì a Messina con un ingaggio di cinquanta lire a partita, quando il costo medio del biglietto d'ingresso al campo era di mezza lira.
Nel 1926 venne ordinato lo sgombero della Lanterna rossa a causa di lavori all'interno del porto, e a ciò seguì l'abbandono di ogni attività sportiva da parte del Reggio Foot Ball Club, entrato in crisi in quello stesso periodo. Fu Giuseppe Vilardi che rilevò la società, e nel 1928 nacque l'Unione Sportiva Reggina; la sede della società era in via Demetrio Tripepi. Gli allenatori che si alternarono alla guida della squadra nel 1928 e nel 1929 furono Zanghi prima, l'ungherese Wereb poi.
Ormai senza il Lanterna rossa, il presidente Vilardi chiese aiuto ad un proprio zio appaltatore per la costruzione di un nuovo terreno di gioco. Nacque allora il Sant'Anna, un campo ottenuto grazie alla spianatura di un terreno nell'omonimo rione della città. L'inaugurazione dell'impianto avvenne il 4 novembre 1928: l'U.S. Reggina perse contro il Vomero di Napoli per 0-3.
Dal 1929 al 1932 la squadra viene affidata all'allenatore Attilio Buratti. Al termine della stagione 1929-30, la Reggina ottenne la promozione in Prima Divisione. L'11 gennaio 1931, nel corso del campionato di Prima Divisione 1930-1931, si disputò uno dei derby più sentiti nei primi anni del secolo contro il Messina. La vittoria andò alla Reggina per 4 a 0 (marcatori: Bertini, Ferrero, 2 Lomello).
Nel 1932, in occasione della settima giornata di campionato di Prima Divisione 1932-1933 Reggina - Siracusa, venne inaugurato lo stadio Michele Bianchi dove oggi sorge l'attuale Oreste Granillo di via Galilei, nella zona sud della città. La partita si concluse con il risultato di parità a reti inviolate.
Il 25 febbraio 1934 fu eletto come nuovo presidente l'ingegnere Giuseppe Pirottina; egli però, dimissionario, venne sostituito dal cavaliere Domenico Delfino il 17 novembre dello stesso anno. Pochi giorni più tardi l'Unione Sportiva Reggina cambiò nome in Associazione Sportiva Reggina, in quanto divenuta società polisportiva.
Nel novembre 1935, al termine del campionato di Prima Divisione 1934-1935, l'A.S. Reggina uscì di scena a causa di problemi finanziari. Nel frattempo però le scene del calcio reggino vennero occupate da una nuova società: la Società Sportiva Dominante, che disputò la Serie C 1938-1939. Tuttavia, al termine della stagione la squadra retrocesse in Prima Divisione (nel frattempo divenuto il quarto livello del campionato italiano di calcio) e uscì anch'essa dalle scene calcistiche a causa di problemi economici, aggravati dall'inizio della seconda guerra mondiale.

## Attività bellica e secondo dopoguerra
Tra il 1940 e il 1944 non venne svolta alcuna attività. Tuttavia nel 1944 l'A.S. Reggina rivide la luce con una nuova matricola, la 41740, tenuta fino al marzo del 2018: grazie agli sforzi del cavaliere Andrea Giunta, la società iniziò a disputare alcune partite contro le truppe alleate stanziate tra Reggio e Messina. La prima partita si disputò il 23 luglio 1944: la Reggina sconfisse la British Troops per 4-0. Nel novembre dello stesso anno si iscrisse al campionato provinciale di Prima Divisione (al quale partecipò anche una neonata Dominante, poi fallita nel gennaio del 1945). La squadra riuscì a vincere il girone A, ma la FIGC le impedì di prendere parte alla fase finale del campionato a causa di irregolarità nel trasferimento del calciatore Caridi.

Formazione della Dominante del 1939

Nell'immediato dopoguerra, l'A.S. Reggina viene ammessa per meriti sportivi alla Serie C 1945-1946. La squadra mantiene la categoria fino al 1951-1952. Nel 1951 la società si rese responsabile di un caso di corruzione: in occasione della trasferta a Catanzaro, un dirigente della società cercò di corrompere il calciatore catanzarese Ziletti per indurlo ad agevolare la Reggina. Il tentativo di illecito venne scoperto e la Reggina, penalizzata di ben 17 punti, retrocesse nel campionato di IV Serie 1952-1953.

Roberto Beghi, autore di 45 reti in amaranto.

La società ritrova la Serie C, dopo quattro anni in IV Serie, al termine della IV Serie 1955-1956 sotto la guida dell'allenatore Oronzo Pugliese. In quegli anni vestono la casacca amaranto giocatori come Erminio Bercarich, centravanti di Fiume che segna 70 gol con la Reggina fra il 1945 e il 1949 più altri 5 nel 1958-1959, e il centrocampista cecoslovacco Július Korostelev, che gioca con la Reggina in Serie C fra il 1949 e il 1951, segnando nella sua prima stagione 17 gol in 34 presenze. Da ricordare Alberto Gatto, che giocò nella Reggina 361 partite segnando 48 gol, bandiera per gli amaranto che giocò sino all'arrivo in panchina di Tommaso Maestrelli.

## Dagli anni sessanta agli anni ottanta

Formazione della Reggina 1968-1969

Dopo qualche anno di assestamento, nella stagione 1964-1965 la Reggina, guidata dall'allenatore Tommaso Maestrelli (futuro campione d'Italia con la Lazio), riesce a centrare l'attesa prima promozione in Serie B. La stagione successiva gli amaranto sfiorano la Serie A, perdendola per un solo punto all'ultima giornata e chiudendo quarti in classifica. Nella stagione 1966-67 la squadra già in primavera abbandona ogni speranza di promozione e chiude in nona posizione. Nel 1967-1968 si piazza ancora nona, dopo essere stata coinvolta nella lotta per non retrocedere.

Una formazione della Reggina 1983-84, vincitrice del campionato di Serie C2 e semifinalista nella Coppa Italia di Serie C

La Serie B 1968-1969 si apre con l'addio di Maestrelli, passato al Foggia; il tecnico toscano viene sostituito da Armando Segato, e giungono in riva allo Stretto giocatori come Nedo Sonetti e il futuro campione del mondo Franco Causio. La squadra è di nuovo in lotta per la Serie A, ma l'obiettivo sfuma alla quartultima giornata in seguito alla sconfitta casalinga per 0-1 contro il Catania; la Reggina conclude quinta. Per la stagione 1969-1970 il nuovo allenatore è Ezio Galbiati. La squadra arriva ancora nei piani alti della classifica conquistando il sesto posto, non riuscendo però a centrare la promozione in massima serie.

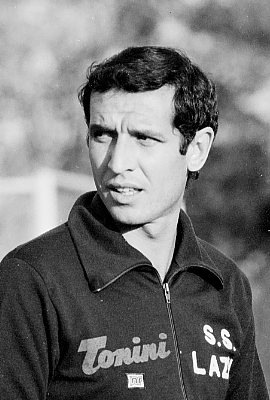
Albertino Bigon

Nel 1970-71 la Reggina dispone di un organico in grado di raggiungere la promozione in Serie A. Si presenta addirittura come capolista a Catanzaro, dove tuttavia perde. Da lì in poi la squadra non riuscirà a mantenere un ritmo da promozione, e concluderà all'ottavo posto. Nel 1973-74 la Reggina retrocede in C con una parentesi di due anni non consecutivi in serie Serie C2.

La Reggina nel giorno dello spareggio di Perugia contro la Virescit Boccaleone, 12 giugno 1988.

Il 1986 (allenatore è Albertino Bigon) viene ricordato per l'acquisizione da parte di una nuova cordata di imprenditori locali che, dopo il fallimento pilotato (mantenendo il numero di matricola originale) dell'Associazione Sportiva Reggina danno luogo alla Reggina Calcio S.p.A.: il marchio dell'A.S. Reggina non viene però rilevato dal nuovo corso societario e resta in capo alla curatela fallimentare fino al 2017, allorché un gruppo di tifosi provvede a rilevarlo e a registrarlo presso l'ufficio brevetti italiano.
Nel mentre la squadra, allenata da Albertino Bigon, conclude sesta nel girone B della Serie C1 1986-1987.

Nevio Scala e Rosario Sasso nella stagione 1988-1989

Nella stagione 1987-88 la Reggina, allenata da Nevio Scala, arriva terza nel girone B della Serie C1 due punti dietro le prime Licata e Cosenza. Il previsto allargamento della Serie A da 16 a 18 squadre prevede una promozione in più in Serie B (e un retrocessione in meno dalla Serie B alla Serie C1). La Reggina gioca pertanto lo spareggio per l'ultimo posto disponibile con la formazione terza arrivata nel girone A, la Virescit Boccaleone. Lo spareggio si gioca allo Stadio Renato Curi di Perugia il 12 giugno 1988 di fronte a 20.000 tifosi: la Reggina vince per 2-0 (gol di Giuseppe Bagnato e Tarcisio Catanese) e ottiene la promozione in Serie B.

Bruno Bolchi

Nella stagione 1988-89 la Reggina è allenata ancora da Nevio Scala. Grazie anche ai gol di Vincenzo Onorato e le parate del portiere Mauro Rosin, arriva quarta a pari merito con Cosenza e Cremonese. In base alla classifica avulsa Reggina e Cremonese si disputano l'ultimo posto utile per la Serie A. Lo spareggio disputato a Pescara il 25 giugno 1989, con un seguito di 23.000 tifosi reggini, vede la vittoria della Cremonese ai rigori grazie alla trasformazione decisiva di Attilio Lombardo dopo l'errore dal dischetto di Pietro Armenise. In questa stagione si metterà in luce Massimo Orlando. Nella stagione 1989-1990 la Reggina, allenata da Bruno Bolchi, arriva sesta nel campionato di Serie B a 4 punti dalla zona promozione. Aritmeticamente determinante per la mancata promozione la sconfitta casalinga alla penultima giornata con l'Ancona.

## Gli anni novanta
Nella stagione 1990-1991 la squadra è allenata prima da Aldo Cerantola, poi da Francesco Graziani (dalla sedicesima alla trentesima giornata) infine ancora dallo stesso Cerantola. La squadra arriva diciottesima ed è pertanto retrocessa. In rosa figurano tra gli altri: Benito Carbone, Giovanni Tedesco, Giuseppe Scienza, Fulvio Simonini.
All'inizio della stagione 1991-1992 il presidente Benedetto si dimette dalla carica (restando comunque nella società) e viene sostituito da Lillo Foti, all'epoca socio ed amministratore delegato. La squadra viene affidata ancora ad Aldo Cerantola, ma alla quarta di campionato subentra Giancarlo Ansaloni, poi sostituito da Gabriele Geretto nella parte finale del torneo. La Reggina conclude ottava nel girone B della Serie C1.
Nella stagione 1992-1993 la Reggina è allenata inizialmente da Gabriele Geretto, poi sostituito da Enzo Ferrari, e arriva nona alla fine del campionato. La classifica finale del campionato di Serie C1, girone B, verrà sconvolta dai giudici sportivi a causa dell'illecito sportivo tra Perugia e Acireale e la mancata iscrizione per motivi finanziari di Catania, Messina e Casertana. Cannoniere della squadra amaranto è Girolamo Bizzarri con 17 reti.
Nella stagione 1993-1994 la Reggina, ancora allenata da Enzo Ferrari, cerca di contendere per tutto il campionato la prima posizione al Perugia. Il secondo posto in classifica generale la costringe a disputare i play off, introdotti proprio in quell'anno. L'avversario della semifinale è la Juve Stabia e la Reggina, dopo una sconfitta per 2-0 in Campania, rimonta in casa andando ai supplementari nei quali segna un altro gol contro i due degli avversari che passano il turno. Da segnalare la curiosità che negli anni successivi il regolamento venne modificato prevedendo in caso di parità non più i supplementari ma il passaggio di turno della squadra meglio posizionata in classifica.
Nella stagione 1994-1995 i calabresi, allenati da Giuliano Zoratti, vincono il girone B della Serie C1 e vengono promossi in Serie B. Grande merito per la promozione venne attribuito all'attaccante Alfredo Aglietti, che con 20 realizzazioni diviene capocannoniere del torneo, segnando anche il gol della virtuale promozione nella trasferta di Avellino. Nella stagione 1995-1996 la Reggina disputa un campionato difficile nonostante i 18 gol di Alfredo Aglietti e le giocate di un esordiente Simone Perrotta. Alla trentesima giornata viene esonerato l'allenatore Giuliano Zoratti e sostituito dall'allenatore delle giovanili Franco Gagliardi, che riesce a salvare la squadra vincendo le ultime quattro partite.
Nella stagione 1996-97 la squadra amaranto inizia con quattro sconfitte e sei pareggi nelle prime 10 partite. L'allenatore Adriano Buffoni viene esonerato e sostituito da Vincenzo Guerini, che guida la Reggina fino al decimo posto finale. In questo campionato si mette in luce il bomber Davide Dionigi, che con 24 gol è il capocannoniere della Serie B. Nella stagione 1997-1998 la Reggina allenata da Franco Colomba arriva sesta nel campionato di Serie B.
Nella stagione 1998-1999 la Reggina conquista il 4º posto utile per la prima storica promozione in Serie A il 13 giugno 1999, vincendo 2-1 al Delle Alpi di Torino contro il Torino già promosso di fronte a 60.000 spettatori (vantaggio iniziale di Cozza, momentaneo pareggio di Ferrante e infine gol di Tonino Martino). La squadra viene allenata da Elio Gustinetti (licenziato a 6 giornate dalla fine) e successivamente da Bruno Bolchi.

## Gli anni duemila

La Reggina che, al debutto in Serie A il 29 agosto 1999, impose il pari alla a Torino (1-1).

La prima partita della storia della Reggina in Serie A è contro la Juventus allo Stadio delle Alpi di Torino: finisce 1-1. Alla fine della stagione i reggini guadagnano la salvezza: l'allenatore è Franco Colomba; in rosa vi sono giocatori quali Andrea Pirlo, Roberto Baronio e Mohammed Kallon. La squadra si salva con una giornata d'anticipo rispetto alla fine della stagione, il 7 maggio 2000 (Reggina - Verona 1-1). Nella stagione 2000-01 la squadra amaranto è ancora allenata da Franco Colomba. Alla prima giornata di campionato, in casa contro l'Inter, vince per 2-1 in rimonta, poi inanella otto sconfitte consecutive (dalla seconda alla nona giornata), ma riesce a recuperare e a chiudere tredicesima con 37 punti, a pari merito con Lecce e Verona. In base ad una peggiore classifica avulsa deve giocare lo spareggio per non retrocedere contro il Verona: dopo aver perso per 1-0 nella città veneta il 21 giugno 2001, vince tre giorni dopo a Reggio Calabria per 2-1. Ciò non basta ad evitare la retrocessione, in virtù del gol segnato in trasferta dai veronesi. Un evento raro della stagione è il gol realizzato dal portiere Massimo Taibi in occasione della partita Reggina-Udinese del 1º aprile 2001.

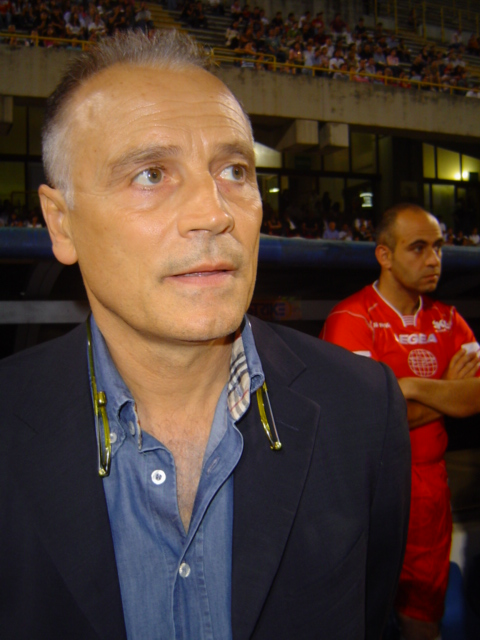
Franco Colomba

Nella stagione 2001-02 i reggini sono guidati ancora da Colomba; la società mantiene in organico molti giocatori da Serie A come il cileno Vargas, il ceco Martin Jiránek, il brasiliano Mozart, il capitano Francesco Cozza, il portoghese José Mamede e punta su una coppia d'attacco formata da Davide Dionigi e Gianluca Savoldi. La squadra ottiene la promozione con una giornata d'anticipo (classificandosi terza) ai danni del Napoli, dopo una sola stagione di cadetteria.
Nella stagione 2002-03 la Reggina è allenata da Bortolo Mutti, il quale viene sostituito alla nona giornata da Luigi De Canio. Molti sono gli acquisti del mercato di gennaio: si tratta del difensore Stefano Torrisi, dei due esterni Gianluca Falsini e Aimo Diana e dell'attaccante Emiliano Bonazzoli. Oltre a Bonazzoli, in attacco la rosa è composta da David Di Michele, Francesco Cozza e Shunsuke Nakamura. Nel corso della stagione la Reggina e riesce a raggiungere il dodicesimo posto in compagnia di Modena, Empoli ed Atalanta. Alla fine però la classifica avulsa costringe ancora la Reggina a spareggiare per non retrocedere: questa volta con l'Atalanta. L'andata dello spareggio si gioca a Reggio Calabria il 29 maggio 2003 e finisce 0-0. Il ritorno, in programma per il 1º giugno, viene posticipato di un giorno a causa di un violento acquazzone. La Reggina, dopo essere passata in svantaggio, si impone per 2-1 con le reti di Francesco Cozza ed Emiliano Bonazzoli, ottenendo pertanto la salvezza.

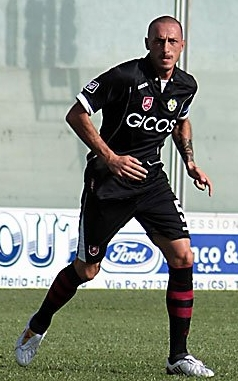
Bruno Cirillo

Nella stagione 2003-04 la Reggina inizia con alla guida ancora Franco Colomba, che viene sostituito dopo qualche giornata da Giancarlo Camolese. La squadra arriva tredicesima a pari merito con il Siena. Volti nuovi in rosa sono il centrocampista Giacomo Tedesco e il difensore Andrea Sottil. Nella stagione 2004-05 la Reggina affida la panchina a Walter Mazzarri, proveniente dal Livorno. La squadra conclude al decimo posto. Per la prima volta si disputa in Serie A il Derby dello Stretto contro il Messina. Nella stagione 2005-06 approdano alla Reggina molti giocatori esordienti nella massima categoria; vengono ceduti: il capitano Mozart, il giapponese Nakamura e la punta Bonazzoli. La squadra si salva a tre giornate dalla fine, battendo il Messina il 30 aprile 2006 per 3-0.
A seguito dello scandalo del calcio italiano del 2006, il 7 agosto 2006 la Reggina viene deferita per violazione degli articoli 1 e 6 del regolamento federale (illecito sportivo), essendo accusata per responsabilità diretta del presidente Lillo Foti. Quest'ultimo è infatti accusato per aver ottenuto illeciti vantaggi di classifica nella stagione 2004-05 attraverso il controllo delle designazioni arbitrali. A processo concluso la Reggina viene condannata a scontare quindici punti di penalizzazione nel campionato di 2006-07. La pena è confermata dalla Corte Federale il 26 agosto e il presidente Foti viene squalificato per due anni e sei mesi, poi ridotti a un anno e un mese. Il 12 dicembre arriverà uno sconto di 4 punti, che porterà a 11 i punti di penalizzazione. Nell'agosto 2006 ricorre il ventennale della presidenza Foti, celebrato da un'amichevole con il Real Madrid.

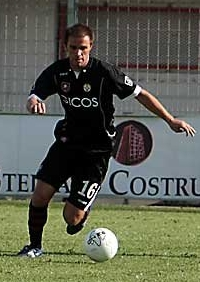
Carlos Adrián Valdez in un'amichevole estiva del 2008.

La Reggina ottiene 40 punti (51 considerando la penalizzazione), raggiungendo la salvezza all'ultima giornata con la vittoria casalinga per 2-0 contro il Milan. La stagione 2006-07 è da molti considerata la migliore nella storia della squadra amaranto: 12 vittorie, 15 pareggi e 11 sconfitte, con 52 gol fatti e 50 subiti. Tra gli eventi degni di nota figurano la vittoria contro la Roma (1-0 al Granillo con un gol di Amoruso sotto il diluvio), la vittoria in trasferta sul neutro di Rimini contro il Catania per 1-4, il pari interno (0-0) contro l'Inter dei record, la clamorosa rimonta contro l'Empoli al Castellani (la Reggina, in svantaggio per 3-0 all'intervallo - in caso di sconfitta gli amaranto sarebbero retrocessi - nel secondo tempo, contro ogni pronostico, compie una rimonta notevole, chiudendo il match sul 3-3 con i gol di Vigiani e la doppietta di Amoruso), la suddetta vittoria per 2-0 ottenuta all'ultima giornata al Granillo contro il Milan appena laureatosi campione d'Europa. Decisive sono, in quest'ultimo incontro, le reti di Amerini e del solito Amoruso, che garantiscono al club calabrese la permanenza in Serie A. Lo slogan sulle magliette amaranto era:"-11 dA non crederci". In rosa vi è la coppia d'attacco più prolifica del campionato: Nicola Amoruso (17 gol) e Rolando Bianchi (18 gol).

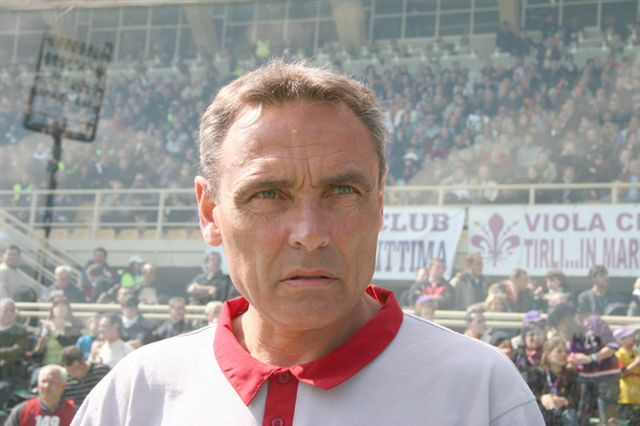
Nevio Orlandi.

Per la stagione 2007-08 il club si affida a Massimo Ficcadenti. Ritorna in squadra Francesco Cozza. Ficcadenti è sostituito da Renzo Ulivieri dopo la sconfitta in casa per 1-3 contro il Livorno. Ulivieri viene a sua volta esonerato e sostituito con Nevio Orlandi, che riesce a guidare la squadra alla salvezza con una giornata di anticipo (11 maggio: Reggina-Empoli 2-0). Per la stagione 2008-09 è confermato Orlandi, il quale è poi esonerato il 16 dicembre 2008: al suo posto subentra Giuseppe Pillon. Tuttavia, il 25 gennaio 2009, dopo tre sconfitte consecutive, Pillon viene esonerato e Orlandi richiamato alla guida della squadra. Il 20 maggio 2009 la Reggina retrocede matematicamente in Serie B, chiudendo penultima in classifica.
L'11 giugno 2009 è ingaggiato come allenatore Walter Novellino per guidare la squadra in Serie B. La rosa è rinforzata con gli acquisti di Sergio Volpi prima e dell'attaccante Emiliano Bonazzoli e del laterale Antonio Buscè poi. L'obiettivo è quello di puntare alla Serie A. Il 24 ottobre 2009 Novellino è esonerato e al suo posto è ingaggiato Ivo Iaconi, a sua volta esonerato l'8 febbraio 2010 con la squadra penultima in classifica. Con l'arrivo di Roberto Breda (già allenatore della Primavera) la squadra riesce a mantenere la categoria, raggiungendo la salvezza aritmetica all'ultima giornata di campionato.

## Gli anni duemiladieci

### Un cammino in calando
Il 16 giugno 2010 la società ingaggia come allenatore Gianluca Atzori, il quale nella stagione guida la squadra sino ai play-off validi per la promozione in Serie A frutto di un cammino di 15 vittorie,16 pareggi e 11 sconfitte. La Reggina lascia però in semifinale contro il Novara, in virtù di due pareggi (0-0 in casa, 2-2 in trasferta con un gol di Rigoni da fuori area nei minuti finali). Partito Atzori a fine stagione sponda Sampdoria, ritorna a Reggio Roberto Breda, che però viene esonerato l'8 gennaio 2012 al termine della ventunesima partita di campionato pareggiata 0-0 sul campo del Vicenza; gli subentra Angelo Gregucci che dopo un avvio positivo complice anche una vittoria in trasferta sul campo del Pescara di Zeman poi promosso in A, delude le aspettative di rimonta dei calabresi e viene esonerato al termine del pareggio casalingo con il Crotone; lo stesso Breda viene però richiamato alla guida della squadra nel mese di aprile. A fine stagione la squadra chiude al 10º posto con il secondo attacco più prolifico del campionato dopo il Pescara.
Il 2 luglio 2012 la società comunica di aver ingaggiato Davide Dionigi come allenatore per la stagione 2012-13, con un contratto biennale. Lo stesso Dionigi viene esonerato il 16 marzo 2013 e al suo posto viene ingaggiato Giuseppe Pillon, con la squadra nelle zone basse della classifica.
Il 18 maggio 2013 la Reggina ottiene la salvezza dopo il pareggio all'ultima giornata sul campo del Vicenza dopo una stagione abbastanza travagliata. Il 15 giugno 2013 la società ingaggia l'allenatore Gianluca Atzori, già alla guida degli amaranto nel 2010-2011. Lo stesso Atzori viene poi esonerato il 21 ottobre dello stesso anno; al suo posto viene ingaggiato Fabrizio Castori. Pochi giorni dopo, con un comunicato ufficiale la società ufficializza le nuove cariche societarie: Lillo Foti non figura più nell'organigramma, e al posto della carica di presidente è inserita quella di amministratore unico, ricoperta da Giuseppe Ranieri. Dopo 6 giornate sulla panchina amaranto, anche Castori viene sollevato dall'incarico; gli subentra lo stesso Atzori. Il 7 gennaio 2014 l'allenatore di Collepardo viene nuovamente esonerato, al suo posto subentra il duo Franco Gagliardi-Diego Zanin (già tecnico della Primavera); Gagliardi è ufficialmente l'allenatore della squadra, in quanto Zanin non dispone del patentino per allenare in Serie B. Il 30 aprile 2014 la Disciplinare commina un punto di penalizzazione che, in seguito, diventeranno tre il 7 maggio 2014. Essi saranno fatali alla squadra che retrocederà aritmeticamente in Serie C. Il 16 maggio 2014 la Disciplinare riduce i punti di penalità da tre a uno ma la Reggina è comunque retrocessa e chiude la stagione al 21º posto.

### Dalla salvezza in Lega Pro alla cessazione
Dopo un'estate vissuta con il rischio costante del fallimento, la Reggina riesce ad iscriversi al campionato di Lega Pro 2014-2015 nel mese di luglio. La società affida la panchina all'ex capitano amaranto Cozza. Alla prima uscita stagionale in Coppa Italia Lega Pro, gli amaranto perdono di misura in casa contro la Casertana. Il campionato comincia male, e dopo la sconfitta contro la Salernitana il tecnico si dimette. Al suo posto, Foti chiama in panchina il duo Padovano-Tortelli, che verrà a sua volta sostituito dall'ex allenatore del Bari Alberti. Il 26 marzo la Reggina ottiene un deferimento di 4 punti culminato il 15 aprile con una penalizzazione di dodici punti, che si aggiungono ai quattro già presenti. Il 28 aprile la penalizzazione viene ridotta di dieci punti. Gli amaranto, sotto la guida del subentrato mister Giacomo Tedesco, non riescono ad evitare la retrocessione con i continui punti di penalizzazione. Il 20 maggio, tuttavia, al termine della riunione tenuta dall'Alta Corte circa l'ennesimo ricorso stagionale presentato dalla società, la classifica del campionato viene ancora una volta ridisegnata; le Sezioni Unite del Tribunale d'Appello, infatti, decidono di restituire ulteriori due punti alla società di Lillo Foti, dando speranza di salvezza alla società. Il 21 maggio, infine, i 4 punti rimasti di penalizzazione vengono ridotti a 1. Dunque, la sfida play-out decisiva vede il presentarsi del derby dello Stretto; nel doppio confronto prevalgono i calabresi (1-0 al Granillo e 0-1 al San Filippo), che ottengono così la permanenza fra i professionisti.
Tuttavia, in data 14 luglio 2015, la Reggina Calcio 1986 S.p.A. del patron Lillo Foti, trovandosi in difficoltà finanziarie, rinuncia ad iscriversi al successivo campionato di Lega Pro. Per ripianare il debito ed evitare il fallimento, la società decide di tentare il risanamento attraverso la continuazione dell'attività con il solo settore giovanile, mantenendo l'affiliazione alla FIGC con il numero di matricola originale del 1914. Al Tribunale civile di Reggio Calabria viene dunque proposto un concordato di continuità, grazie al quale la società ottiene sei mesi di tempo per trovare un'intesa con i creditori e trovare le fonti di sostentamento per soddisfarne le spettanze.
La Reggina provvede quindi a elaborare un primo concordato della durata di 25 anni, che prevede tra l'altro di veicolare parte delle risorse necessarie mediante accordi di cooperazione con la Juventus e la FIGC; a garanzia complessiva viene addotto il Centro sportivo Sant'Agata, struttura di proprietà della società ed edificata su un terreno della Provincia di Reggio Calabria concesso attraverso un canone.
Siffatto piano di continuità non viene tuttavia accolto dal Tribunale, che giudica eccessivi i 25 anni proposti per estinguere i debiti: la vertenza viene dunque aggiornata al 2 marzo 2016, previa redazione di un nuovo concordato.
Poco prima, il 24 febbraio 2016, il Centro Sportivo Sant'Agata, rimasto in possesso alla vecchia società, era stato messo sotto sequestro da parte della Polizia Provinciale e della Guardia di Finanza, che contestano su di esso i reati di abuso edilizio e occupazione del demanio. A monte di tale rovescio viene ravvisata la mancata trasmissione da parte degli uffici comunali alla Regione Calabria del declassamento dell'area dalla zona R4 alla R2 di rischio idrogeologico. La vecchia Reggina, che sul centro sportivo aveva basato le proprie proposte di concordato di continuità, presenta ricorso e ottiene un'ulteriore proroga da parte del giudice civile, che impone l'ottenimento del dissequestro del centro entro il 25 maggio seguente, pena l'irrogazione del fallimento.
Tuttavia, prima che tale deadline possa scadere, il 3 maggio 2016 la procura di Reggio Calabria dispone il sequestro preventivo della stessa Reggina Calcio S.p.A., alla quale viene contestata l'adduzione di garanzie fittizie nel concordato presentato ai creditori. Il presidente Lillo Foti e l'amministratore unico Giuseppe Ranieri vengono iscritti nel registro degli indagati per bancarotta concordataria e il sequestro viene convalidato dal giudice di turno.
In data 25 maggio la società sequestrata presenta al giudice della sezione fallimentare del tribunale di Reggio Calabria una lunga memoria difensiva con tutti i dettagli sul ricorso per il dissequestro del Sant’Agata e le precisazioni sul sequestro preventivo del club, unitamente alla nuova proposta di concordato. Ciò non basta a salvare il vecchio club: l'8 giugno 2016 il giudice ne dichiara il fallimento e decreta l'esercizio provvisorio sotto la direzione dei curatori Massimo Giordano e Fabrizio Condemi. Tale manovra consente alla cessata società di mantenere il proprio assetto, di non perdere l'affiliazione con la FIGC (comprensiva del numero di matricola), i diritti di denominazione, il palmares, i colori sociali e la titolarità del centro sportivo Sant'Agata. L'affiliazione e la matricola saranno infine cancellate al termine dell'esercizio provvisorio, dopo che i creditori abbiano recuperato più risorse possibili, nel giugno 2017.

### La transizione: l'ASD Reggio Calabria
Frattanto, in base all'articolo 52 comma 10 delle normative federali, la tradizione sportiva risalente al 1914 viene trasferita a un nuovo soggetto societario, al quale tuttavia è precluso l'utilizzo del nome Reggina (essendo la vecchia società ancora in esercizio): il 25 luglio 2015 nasce così l'Associazione Sportiva Dilettantistica Reggio Calabria, che viene riconosciuta quale maggiore rappresentante calcistica cittadina e può così iscriversi in sovrannumero alla Serie D. A costituire il nuovo soggetto vi è una cordata di 7 imprenditori reggini capeggiata da Demetrio Praticò, che ne diventa presidente.
La nuova società si pone l'obiettivo di disputare un campionato da vertice: il DG Gabriele Martino (ritornato a Reggio Calabria su richiesta della dirigenza) allestisce una rosa d'alto livello, alla cui guida viene chiamato l'allenatore Francesco Cozza. Nelle prime partite tuttavia i "nuovi amaranto" (complice il ridotto lasso di tempo rimasto per preparare la rosa e l'assenza di un centro di allenamento stabile) faticano a ingranare, attestandosi nelle zone basse della classifica del girone I. Con il passare dei mesi la squadra riesce però a crescere di condizione e una serie di dieci risultati utili consecutivi la issano a ridosso della testa del gruppo; chiusa la stagione regolare in 4ª posizione, la Reggio Calabria affronta la Cavese nei play-off atti a definire la griglia dei ripescaggi. La gara unica, disputata a Cava de' Tirreni l'8 maggio 2016, vede gli amaranto uscire sconfitti per 2-1 e perdere così la prelazione per l'immediata risalita nel professionismo.
Pur priva dei diritti sul nome "Reggina", l'ASD Reggio Calabria adotta e rivendica per sé immediatamente i simboli e l'identità storica amaranto: a titolo d'esempio, la gara di campionato del 6 gennaio 2016 contro l'Aversa Normanda viene disputata indossando una maglia celebrativa bianconera per festeggiare il 102º compleanno della società, che dal 1914 al 1928 aveva appunto vestito tali colori.
L'8 marzo 2016 la società muta la propria denominazione sociale in Società Sportiva Dilettantistica Reggio Calabria, assumendo la forma statutaria di società a responsabilità limitata.

### Il ritorno della Reggina e la risalita in Serie B
Dopo che l'8 giugno 2016 l'ormai quiescente Reggina Calcio s.p.a. di Lillo Foti viene dichiarata fallita e posta in esercizio provvisorio da parte del tribunale di Reggio Calabria, i relativi curatori fallimentari decidono di mettere in affitto i beni della cessata società per la stagione 2016-2017, stabilendo come termine ultimo per la presentazione delle offerte il 17 luglio 2016.
Venutane a conoscenza, la SSD Reggio Calabria si attiva immediatamente e presenta la propria offerta (pari a 120.500 euro) per aggiudicarsi il comodato: l'accordo viene infine raggiunto il 17 giugno e perfezionato l'indomani, cosicché a stretto giro l'assemblea dei soci delibera (con il beneplacito della FIGC) il cambio denominazione sociale in Società Sportiva Dilettantistica Urbs Sportiva Reggina 1914 s.r.l..
In tal modo la società presieduta dalla famiglia Praticò diviene a tutti gli effetti l'erede della tradizione sportiva ultracentenaria della Reggina.
Il contratto di affitto stipulato fra la curatela fallimentare e la "nuova Reggina" contempla però anche la riapertura del Centro sportivo Sant'Agata, il quale però è ancora sottoposto a sequestro giudiziario: un primo ricorso presentato presso il GIP viene tuttavia rigettato e solo il 6 settembre 2016, dopo un'intensa trattativa condotta dalla curatela fallimentare, la Procura della Repubblica concede il dissequestro di una parte della struttura. In tal modo il 4 ottobre 2016, dopo 8 mesi di "esilio", i giocatori amaranto tornano a usufruire del loro storico centro sportivo. Il ritardo fa altresì calare il pagamento dell'affitto da 120.500 a 90.000 euro circa.
Per la stagione 2016-2017 la Reggina, pur non avendone formale diritto, viene comunque ripescata in Lega Pro a completamento degli organici: la panchina viene affidata al tecnico boemo Karel Zeman, figlio di Zdeněk. La ragione sociale muta nuovamente in Urbs Reggina 1914 s.r.l.
Nella fase prestagionale la società incontra, tuttavia, delle difficoltà di natura economica e amministrativa. La rosa viene pertanto assemblata in ritardo, sicché il campionato trascorre con gli amaranto confinati nella zona medio-bassa della classifica. Un miglioramento di rendimento del girone di ritorno consente alla squadra di salvarsi con una giornata di anticipo sulla fine della stagione regolare. Più o meno analogo è l'andamento della stagione successiva, in cui la squadra calabrese, passata sotto la guida di Agenore Maurizi, termina al quindicesimo posto nel proprio girone.
Parallelamente, il 28 febbraio 2018 decade definitivamente l'affiliazione alla FIGC della Reggina Calcio S.p.A. di Lillo Foti, ormai inattiva dal 2016. Ciò porta con sé anche una ridiscussione del contratto di affitto societario rogato due anni prima in favore dell'Urbs Reggina 1914: la curatela fallimentare si dichiara, infatti, insoddisfatta della gestione della società di Praticò, decidendo pertanto di revocare il fitto d'azienda e di indire un nuovo bando per l'affidamento dei beni materiali e immateriali facenti capo alla cessata società calcistica. Il 25 giugno 2018 il bando in oggetto viene vinto dall'imprenditore Antonio Girella, presidente dell'Associazione Sportiva Dilettantistica Magna Grecia, che diviene quindi gestore dei beni materiali e immateriali della defunta Reggina Calcio fino al 2019..
Ciò crea un contrasto, in quanto l'Urbs Reggina 1914 (società nata de iure in sostituzione del consorzio sportivo cessato nel 2016) si ritrova priva di simboli e diritti storicamente connessi alla propria tradizione sportiva (nonché nuovamente impossibilitata ad utilizzare il centro Sant'Agata), mentre dal canto suo un soggetto terzo (Girella) ottiene la teorica legittimità per iscrivere una squadra a nome "Reggina" ai campionati FIGC. All'atto pratico l'ASD Magna Grecia fa richiesta alla FIGC di mutare denominazione in Reggina Calcio, ma se la vede rigettare per averla formalizzata oltre l'ultima data disponibile.
Intanto l'Urbs Reggina 1914 vede acuirsi la propria crisi economica, giungendo a un passo dal fallimento: a più riprese, giocatori e dipendenti sono vittime di morosità nella corresponsione di stipendi e contributi, mentre cresce il fronte dei creditori esposti a vario titolo verso il club. In aggiunta, la fidejussione presentata per rinnovare l'iscrizione alla Serie C viene invalidata dalla Federazione in quanto giudicata non conforme agli standard normativi.. Ciò costa alla società deferimenti e alcuni punti di penalità in classifica.
Sul finire del 2018 la famiglia Praticò decide quindi di vendere le proprie quote della società, ma per qualche settimana le trattative procedono infruttuose, acuendo la crisi sociale.
A salvare la situazione sopraggiunge l'imprenditore romano Luca Gallo che, ancora prima di rilevare le quote, interviene finanziariamente per sanare le pendenze più urgenti relative al club e ottenere da Girella la possibilità di tornare a usufruire del centro sportivo Sant'Agata. Il 10 gennaio 2019 Gallo rileva, tramite la sua società M&G Holding S.r.l., il 97,1% delle quote del club (che in precedenza facevano capo per l'86,66% alla P&P Sport S.r.l. della famiglia Praticò e per il 10,44% ai soci Simonetta e De Caridi), diventandone presidente. La squadra chiude la stagione 2018-2019 al settimo posto nel gruppo C della Serie C, qualificandosi ai play-off, dove elimina il Monopoli, ma esce al secondo turno contro il Catania. Successivamente, il 1º luglio 2019 l'Urbs Reggina 1914 ritorna alle origini, mutando denominazione sociale in Reggina 1914.
Successivamente il presidente Luca Gallo acquisisce ulteriori quote da altri soci di minoranza passando così al 100% delle quote, diventando proprietario unico. Nel 2019-2020, stante l'impossibilità di proseguire la stagione a causa della pandemia di COVID-19, la squadra, allenata da Domenico Toscano, viene promossa in Serie B per decisione del Consiglio federale della F.I.G.C., trovandosi al primo posto nel girone C di Serie C al momento dell'interruzione del campionato.

## Gli anni duemilaventi

### Il triennio in Serie B e l'esclusione
Dopo una complicata prima parte della stagione 2020-2021, il 14 dicembre 2020, con la squadra al quindicesimo posto nel campionato di Serie B, l'allenatore Toscano viene esonerato, avendo vinto 2 sole partite in campionato e avendo raccolto 10 punti in 12 giornate. Il sostituto, Marco Baroni, ingaggiato con contratto semestrale, risolleva la compagine amaranto, raccogliendo 40 punti nelle successive 26 giornate e portando la Reggina nelle posizioni di metà classifica, fino a chiudere all'undicesimo posto. 
Dopo la partenza di Baroni alla scadenza del contratto, il club reggino ingaggia Alfredo Aglietti, che ottiene risultati positivi nelle prime giornate del campionato di Serie B 2021-2022, conducendo la Reggina ai vertici della classifica. Una crisi negli ultimi due mesi dell'anno (in 7 partite si registrano 6 sconfitte, di cui 5 consecutive) porta, tuttavia, la squadra a perdere molte posizioni in graduatoria e all'esonero dell'allenatore, avvenuto il 13 dicembre 2021. Lo rimpiazza, dalla diciannovesima giornata, il rientrante Domenico Toscano, che, tuttavia, viene sollevato dall'incarico il 23 gennaio 2022, dopo tre partite in cui ha ottenuto un punto. Il successore, Roberto Stellone, ottiene 5 vittorie nelle prime 7 partite, ma solo 2 nelle successive 11 gare, guidando gli amaranto al quattordicesimo posto, con un ampio margine in classifica rispetto alla zona play-out.
Frattanto la società è nuovamente entrata in crisi a causa delle vicissitudini di Luca Gallo, che aveva visto le proprie attività imprenditoriali fortemente intaccate dai contraccolpi della pandemia di COVID-19 ed era stato fatto oggetto di indagini giudiziarie inerenti alla condotta delle stesse, venendo finanche raggiunto da provvedimenti di custodia cautelare. Il soggetto giuridico Club Amaranto srl, nella persona dell'amministratore unico Fabio De Lillo, viene quindi incaricato di cedere il club e scongiurarne il fallimento: l'obiettivo viene raggiunto con l'intervento dell'imprenditore Felice Saladini, che nomina alla presidenza Marcello Cardona.
Nel campionato 2022-2023 la squadra, affidata a Filippo Inzaghi, chiude il girone di andata al secondo posto della classifica, ma nella seconda parte di stagione scivola nelle posizioni più basse della graduatoria, fino ad arrivare al settimo posto (anche a causa di una penalizzazione), riuscendo comunque a qualificarsi per i play-off, da cui esce al primo turno contro il Südtirol.
Nell'estate del 2023 la crisi societaria si acuisce, tanto che la squadra non viene ammessa al campionato di Serie B dal Consiglio Federale della FIGC per non aver rispettato dei pagamenti all'erario entro il tempo stabilito. Vengono respinti i successivi ricorsi al Collegio di Garanzia, al TAR del Lazio e al Consiglio di Stato, ragion per cui la FIGC impone lo svincolo dei calciatori tesserati con la società calabrese.
A seguito di questi eventi, nel 2023 viene fondata tramite bando comunale una nuova società, La Fenice Amaranto ASD, la quale, pur mantenendone i colori sociali, attualmente non ha alcun legame con la Reggina 1914. Il nuovo sodalizio, che pochi giorni dopo comunica di volersi identificare come LFA Reggio Calabria, viene successivamente ammessa in sovrannumero al girone I del campionato di Serie D per la stagione 2023-2024.
Il 25 marzo 2024 la Corte d'appello di Reggio Calabria, in accoglimento del reclamo proposto dagli enti INPS, INAIL ed Agenzia delle entrate, revoca l'omologa della ristrutturazione dei debiti, disposta con sentenza dal Tribunale di Reggio Calabria il 9 giugno 2023, e dichiara aperta la Liquidazione giudiziale della Reggina 1914 s.r.l.. 
Il 29 maggio 2024 la proprietà si aggiudica il marchio storico della Reggina 1914 e, nel luglio seguente, ottiene ufficialmente il nullaosta da parte della Federazione per il cambio di denominazione sociale in A.S. Reggina 1914.
Il marchio denominativo "Associazione Sportiva Reggina", tuttavia, è protetto da diritto d'autore per effetto di registrazione presso UIBM da soggetto terzo e, pertanto, l'uso promosso dalla società di calcio è apparso sin da subito illegittimo. A riguardo sono tutt'oggi pendenti due distinti procedimenti giudiziari, civile e penale, indispensabili per chiarire la legittimità dell'uso del medesimo (proc num: 3874/2024 pendente presso il Tribunale di Catanzaro) .